# Жан-Пиер Рампал
Жан-Пиѐр Луѝ Рампа̀л (на френски: Jean-Pierre Louis Rampal) е френски флейтист.
Роден е на 7 януари 1922 година в Марсилия в семейството на Жозеф Рампал, флейтист и преподавател в Марсилската консерватория. Започва да следва медицина, но през Втората световна война е мобилизиран като медик и е изпратен в Париж, където се записва в Парижката консерватория. След войната има голям успех като концертиращ музикант и през следващите години изиграва решаваща роля за налагането на флейтата като солов инструмент за пръв път след XVIII век.
Жан-Пиер Рампал умира от сърдечна недостатъчност на 20 май 2000 година в Париж.